# Pedro Casado
Pedro Casado Bucho (Madrid, 20 novembre 1937 – Madrid, 10 gennaio 2021) è stato un calciatore spagnolo, di ruolo difensore.

## Carriera
Nel 1969 viene ingaggiato dal Toluca: con il club di Santander gioca nella Tercera División 1970-1971 ottennendo il diciottesimo posto nel Gruppo I, retrocedendo così nella quarta serie iberica.

## Palmarès

### Competizioni nazionali
- Campionato spagnolo: 6

Real Madrid: 1956-1957; 1960-1961; 1961-1962; 1962-1963; 1963-1964; 1964-1965
- Coppa di Spagna: 1

Real Madrid: 1961-1962

### Competizioni internazionali
- Coppa dei Campioni: 2

Real Madrid: 1956-1957, 1965-1966
- Coppa Intercontinentale: 1

Real Madrid: 1960